# Tim Hovland
Tim Hovland est un ancien joueur américain de volley-ball, né le 23 février 1959 à Los Angeles (Californie). Il mesure 1,94 m et jouait réceptionneur-attaquant.

## Clubs
| Club                | Pays       | De        | À         |
| ------------------- | ---------- | --------- | --------- |
| USC Trojans         | États-Unis | 1981-1982 | 1981-1982 |
| Kappa Turin         | Italie     | 1982-1983 | 1984-1985 |
| Kutiba Falconara    | Italie     | 1985-1986 | 1985-1986 |
| Giomo Fontanafredda | Italie     | 1986-1987 | 1987-1988 |
| El Charro Falconara | Italie     | 1989-1990 | 1989-1990 |

## Palmarès
- Coupe des Coupes (1)
  - Vainqueur : 1984

- Coupe de la CEV (1)
  - Vainqueur : 1987
- Championnat d'Italie (1)
  - Vainqueur : 1984